# Jason Reitman
Jason Reitman (Mont-real, Quebec, 19 d'octubre de 1977) és un director, productor, guionista i actor quebequès.

## Biografia
És fill del director i productor de Toronto Ivan Reitman i de l'artista quebequesa Geneviève Robert. La seva família va abandonar Montreal per anar a Los Angeles uns mesos després del seu naixement. Jason entre al món del cinema molt jove fent algunes aparicions als films dirigits pel seu pare com Els bessons peguen dues vegades, Caçafantasmes 2, Poli de guarderia i President per un dia.
Reitman és diplomat per la Harvard-Westlake School l'any 1995 i és diplomat per la Harvard-Westlake School, creació literària a la Universitat de Califòrnia del Sud.
Després dels seus estudis, realitza de 1998 a 2004 sis Curtmetratges. L'any 2004, és descobert pel gran públic per Thank You for Smoking, film sobre el tema dels lobby – en particular el del tabac – amb Aaron Eckhart (nominat com a millor actor als Globus d'Or). El film és un èxit comercial i de crítica.
Realitza a continuació Juno, l'any 2007, Oscar al millor guió a la 80a edició dels Premis Oscar de 2007, que descobreix la jove actriu canadenca Ellen Page (nominada per a l'Oscar de la millor actriu, finalment guanyat per Marion Cotillard). A més de conèixer un èxit de crítica com el seu predecessor, el film obté un enorme èxit comercial, aconseguint més de 230 milions de dòlars arreu del món. El mateix any, realitza dos episodis de la sèrie The Office. 
L'any 2009, realitza el seu tercer llargmetratge, Up in the Air, amb George Clooney en el paper d'un especialista d'acomiadaments, que havia de ser en un principi el seu primer llargmetratge. El film obté crítiques positives i una pluja de guardons, sobretot el Globus d'Or al millor guió i algunes nominacions.
Des de 2004, està casat amb Michele Lee, amb la qual ha escrit el guió del curtmetratge Consent. Han tingut un fill, nascut l'any 2006. Es separa de la seva dona l'any 2011.

## Filmografia

### Com a director

#### Cinema
Curts
- 1998: Operation
- 1999: H@
- 2000: In God We Trust
- 2001: Gulp
- 2002: Uncle Sam
- 2004: Consent

Llargmetratges
- 2005: Gràcies per fumar (Thank You for Smoking)
- 2007: Juno
- 2009: Up in the Air
- 2011: Young Adult
- 2013: Labor Day
- 2014: Men, Women and Children
- 2018: Tully
- 2018: The Front Runner

#### Televisió
- 2007-08: The Office (sèrie de televisió) 
  - Episodis Local Ad (2007) i Frame Toby (2008)
- 2008: Saturday Night Live (sèrie TV)
  - Segment Films - episodi Ashton Kutcher / Gnarls Barkley

### Com a guionista
- 1998: Operation
- 1999: H@
- 2000: In God We Trust
- 2001: Gulp'
- 2002: Uncle Sam
- 2004: Consent
- 2005: Thank You for Smoking
- 2009: In the Air

### Com a productor
- 1998: Operation, de Jason Reitman
- 2000: In God We Trust, de Jason Reitman
- 2009: Jennifer's Body, de Karyn Kusama
- 2009: In the Aire, de Jason Reitman
- 2009: Chloe, d'Atom Egoyan
- 2010: Ceremony, de Max Winkler
- 2014: Whiplash

### Com a actor
- 1988: Els bessons peguen dues vegades (Twins), d'Ivan Reitman: Avi granger
- 1989: Caçafantasmes 2 (Ghostbusters II), d'Ivan Reitman: Brownstone Boy #2
- 1990: Poli de guarderia (Kindergarten Cop), d'Ivan Reitman: Kissing Boy
- 1993: Dave, president per un dia (Dave), d'Ivan Reitman: el fill del vicepresident
- 1997: Un bon embolic (Fathers' Day), d'Ivan Reitman: Wrong Kid in Alley
- 1998: Operation, de Jason Reitman: Woodsy Freedom Fighter
- 2000: In God We Trust, de Jason Reitman: W.F.F.
- 2001: Gulp, de Jason Reitman: Woodsy Freedom Fighter